# Le Pot doré
Le Pot doré est une œuvre d'art contemporain, l'une des  plus célèbres de Jean-Pierre Raynaud, commandée en 1985 par la fondation Cartier. Il s'agit d'une sculpture monumentale représentant un pot revêtu d'or. Il a été exposé dans le parc de la fondation Cartier à Jouy-en-Josas, puis à Berlin et Pékin, et enfin au Centre Georges-Pompidou à Paris.

## Histoire
L'œuvre est d'abord placée sous une serre protectrice dans le parc de sculpture de la fondation Cartier, à Jouy-en-Josas. Puis elle est exposée à Berlin, suspendue à l'extrémité d'une grue au-dessus du chantier DaimlerBenz sur la Potsdamer Platz, du 31 mai au 2 juin 1996. La même année elle est exposée trois semaines à Pékin au cœur de la Cité interdite, du 16 octobre au 6 novembre 1996.
Elle est ensuite prêtée par la fondation Cartier au Centre Georges-Pompidou qui l'expose sur son parvis, place Georges-Pompidou à Paris, à partir du 23 mars 1998. Fin 1999, la fondation Cartier en fait don à l'État. Jean-Pierre Raynaud décide de la déplacer, le 3 octobre 2009, au début de la Nuit blanche, sur la terrasse du sixième étage du Centre Pompidou. L'emplacement initial sur le parvis est occupé depuis 2011 par Horizontal d'Alexander Calder.

## Description
La sculpture mesure 3,5 mètres de hauteur pour un diamètre compris entre 2,10 mètres à sa base, et 3,92 mètres à son sommet. Elle est faite de polyester stratifié et d'acier traité, recouvert de feuilles d'or à 23,5 carats ; cette dorure a été réalisée par les ateliers Gohard.
Lorsque le centre Pompidou accueillit l'œuvre dans ses collections, il réalisa pour elle un socle afin de l'y poser. Celui-ci était constitué d'une ossature métallique recouverte de 84 plaques de marbre blanc de Thasos, et mesurait 10,40 mètres de hauteur pour une base rectangulaire de 4,19 × 4 mètres.